# 清富町
清富町（きよとみちょう）は、青森県弘前市の地名。郵便番号は036-8251。2017年6月1日現在の人口は91人、世帯数は54世帯。

## 地理
土淵川の西沿い、青森県道130号桔梗野富田線南側にある町。県道をはさんで西北から北にかけて桔梗野、北東に西ケ丘町、東から南にかけて稔町、西は旭ケ丘に接する。

## 歴史

### 地名の由来
- かつて一部だった清水富田の清と富を合わせたもの。

### 沿革
- 1978年（昭和53年） - 清水富田の一部から分離。

## 施設

### 商業
- 青森トヨペット弘前西弘店
- ジャンボドライ清富店
- 清野畳店

## 小・中学校の学区
市立小・中学校に通う場合、学区は以下の通りとなる。
| 大字   | 番地 | 小学校               | 中学校             |
| ------ | ---- | -------------------- | ------------------ |
| 清富町 | 全域 | 弘前市立桔梗野小学校 | 弘前市立第四中学校 |